# Derwen
Derwen ist eine Community und ein Weiler in der nordwalisischen Principal Area Denbighshire. Die Community hatte beim Zensus 2011 genau 426 Einwohner.

## Geographie

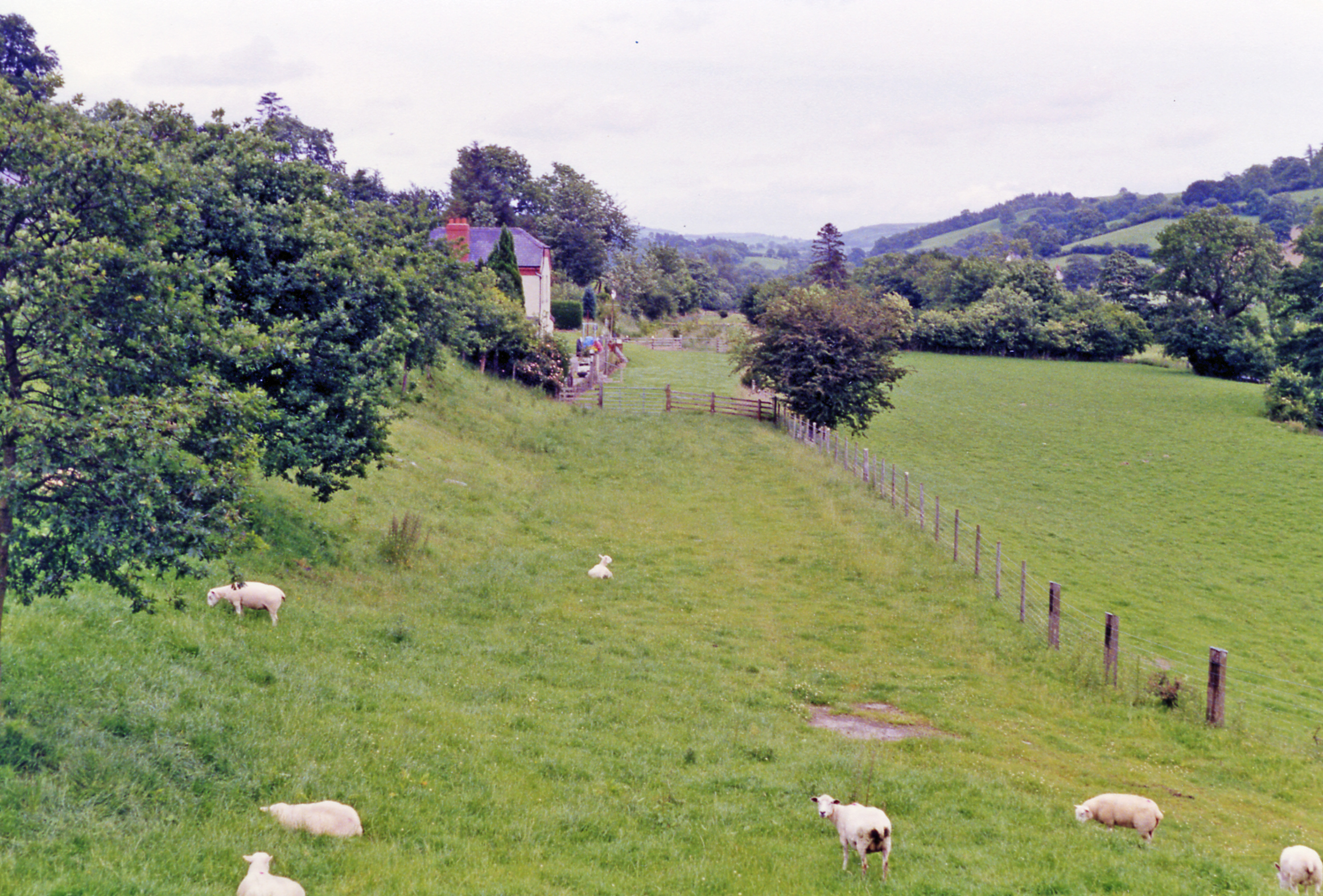
Landschaft südlich des Weilers, Stelle des ehemaligen Bahnhaltepunkts

Derwen liegt in Nordwales am westlichen Rand der Mitte der Principal Area Denbighshire. Die Community hat lediglich gemeinsame Grenzen innerhalb von Denbighshire, so mit Clocaenog im Norden, Betws Gwerfil Goch im Westen, Gwyddelwern im Süden, Llanelidan im Südosten und Efenechtyd im Nordosten. Die Community besteht siedlungsgeographisch aus mehreren Weilern und Einzelsiedlungen; die größten Ansiedlungen sind der namensgebende Weiler Derwen im Süden und das kleine Dorf Clawdnewydd im Norden. Das übrige Gebiet der Community ist geprägt von hügligen Weidern mit vereinzelten Wäldchen, auch wenn der Westen die Ausläufer des Clocaenog Forest umfasst. Auf dem Gebiet der Community entspringen der Nant Bryn Clwyd und der Nant Mynian, die beide in den River Clwyd fließen, der Teile der westlichen und weite Strecken der südlichen Grenze der Community bildet. Im westlichen Teil gibt es mehrere größere Hügel, von denen der Boncyn Foel-Bach mit 405 Metern der größte ist. Der Weiler Derwen selbst liegt auf 233 Metern Höhe.

## Geschichte
Derwen gehörte lange Zeit zur Grafschaft Denbighshire, wurde aber mit der Verwaltungsreform 1974 dem neu gebildeten Clwyd zugeschlagen, bevor es mit einer neuerlichen Verwaltungsreform 1996 als Community wieder Teil der nun als Principal Area fungierenden Verwaltungseinheit Denbighshire wurde. Zu Beginn der 1870er-Jahre wurden in Derwen Wetzsteine abgebaut. Zudem gab es im näheren Umfeld des Weilers eine Quelle mit dem Namen Sarak’s well, der krebsheilende Kräfte zugeschrieben wurden.
Einwohnerzahlen
| Jahr      | 1801 | 1811 | 1821 | 1831 | 1841 | 1851 | 1881 | 1891 | 1901 | 1911 | 1921 | 1931 | 1951 | 1961 | 2011 |
| --------- | ---- | ---- | ---- | ---- | ---- | ---- | ---- | ---- | ---- | ---- | ---- | ---- | ---- | ---- | ---- |
| Einwohner | 443  | 534  | 557  | 522  | 569  | 584  | 535  | 486  | 475  | 437  | 417  | 441  | 406  | 349  | 426  |

## Verkehr und Infrastruktur

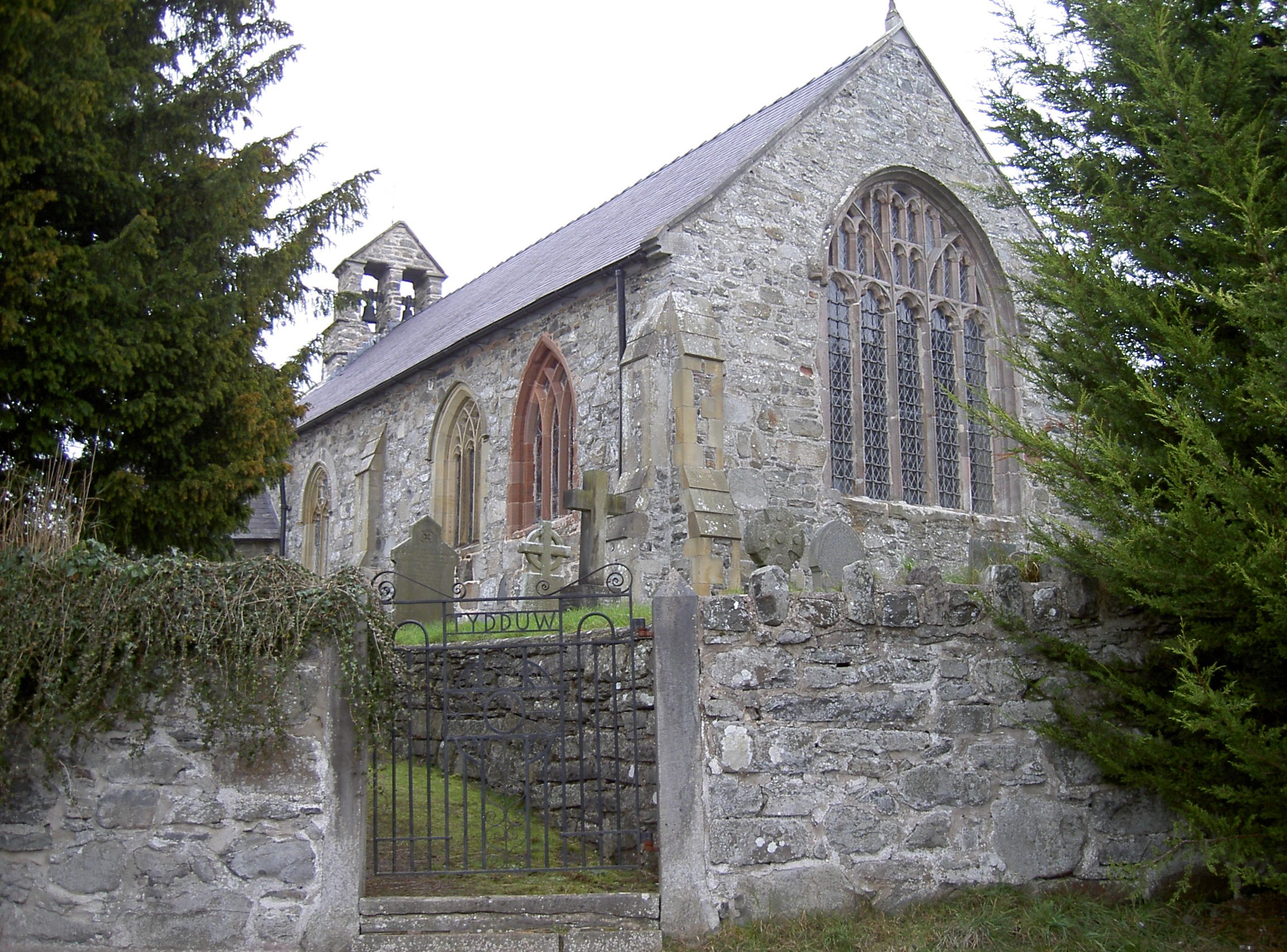
Die St Mary’s Church

Durch den Nordteil der Community verläuft mit der B5105 road eine Regionalstraße. Zudem reicht die Community bis ins direkte Umfeld der A494 road. Einst hatte Derwen auch einen Eisenbahnhaltepunkt. Heutzutage verfügt Derwen unter anderem über ein eigenes Postbüro.

## Bauwerke
Innerhalb der Community Derwen gibt es vierzehn Bauwerke, die in die Statutory List of Buildings of Special Architectural or Historic Interest. Mit der St Mary’s Church gibt es ein sogenanntes Grade I building und mit einem Kreuz auf dem zur St Mary’s Church gehörenden Friedhof und mit dem Gebäude Derwen Hall  auch zwei Grade II* buildings.